# Филлипс, Стивен Джон
Сти́вен Джон (Стив) Фи́ллипс (англ. Steve Phillips; род. 6 мая 1978) — английский футболист, игравший на позиции вратаря.
Филлипс начал свою карьеру в клубе «Бристоль Сити», за который сыграл 257 матчей, однако в сезоне 2005/2006 Филлипс потерял место в основном составе команды, уступив его Адриано Бассо.
Летом 2006 года Филлипс перешёл в другой бристольский клуб «Бристоль Роверс», в котором быстро стал любимцем публики. В 2007 году он был выбран игроком года «Роверс» по результатам голосования болельщиков, а также был лучшим игроком лиги в ноябре и получил «золотые перчатки» как голкипер, пропустивший меньше всех мячей.
26 августа Филлипс перешёл на правах аренды в «Шрусбери Таун» сроком на один месяц.